# Aeroportul Nimba
Aeroportul Nimba (IATA: NIA, ICAO: GLNA) este un aeroport din Liberia.
Situat la o altitudine de 497 m, aeroportul dispune de o singură pistă.